# Aiguille des Grands Montets
A Aiguille des Grands Montets é uma montanha que atinge a altitude de 3295 m, e um dos cumes que dominam a localidade de Argentière (1200 m), na comuna de Chamonix-Mont-Blanc, departamento da Alta Saboia e região Ródano-Alpes, em França.
Por transnominação as Grands Montets designam o domínio esquiável de Argentière
Desde 1963 que um teleférico deposita as pessoas no cimo das agulhas passando por uma estação intermédia,  